# Tipula maxima
Tipula maxima är en tvåvingeart som beskrevs av Nikolaus Poda von Neuhaus 1761. Tipula maxima ingår i släktet Tipula och familjen storharkrankar. Arten är reproducerande i Sverige. Inga underarter finns listade i Catalogue of Life. Det svenska trivialnamnet jätteharkrank förekommer för arten.
Denna harkrank blir utan ben cirka 30 mm lång och artens vingspann går upp till 65 mm. Vid mellankroppen förekommer mörka mönster på blågrå grund. Bakkroppen har en rödbrun färg. Vingarna kännetecknas av mörkbruna kanter framåt samt av trekantiga transparenta områden. Liksom hos andra harkrankar hölls vingarna åt sidan under raster. Larverna utvecklas i jorden vid strandlinjer och de har inga extremiteter.
Vanligen mellan april och augusti syns artens imago flyga. Habitatet utgörs av skogar, oftast nära vattenansamlingar.
I Europa förekommer jätteharkrank i kontinentens västra, centrala och norra delar. För Island och Korsika saknas bekräftelse.

## Bildgalleri

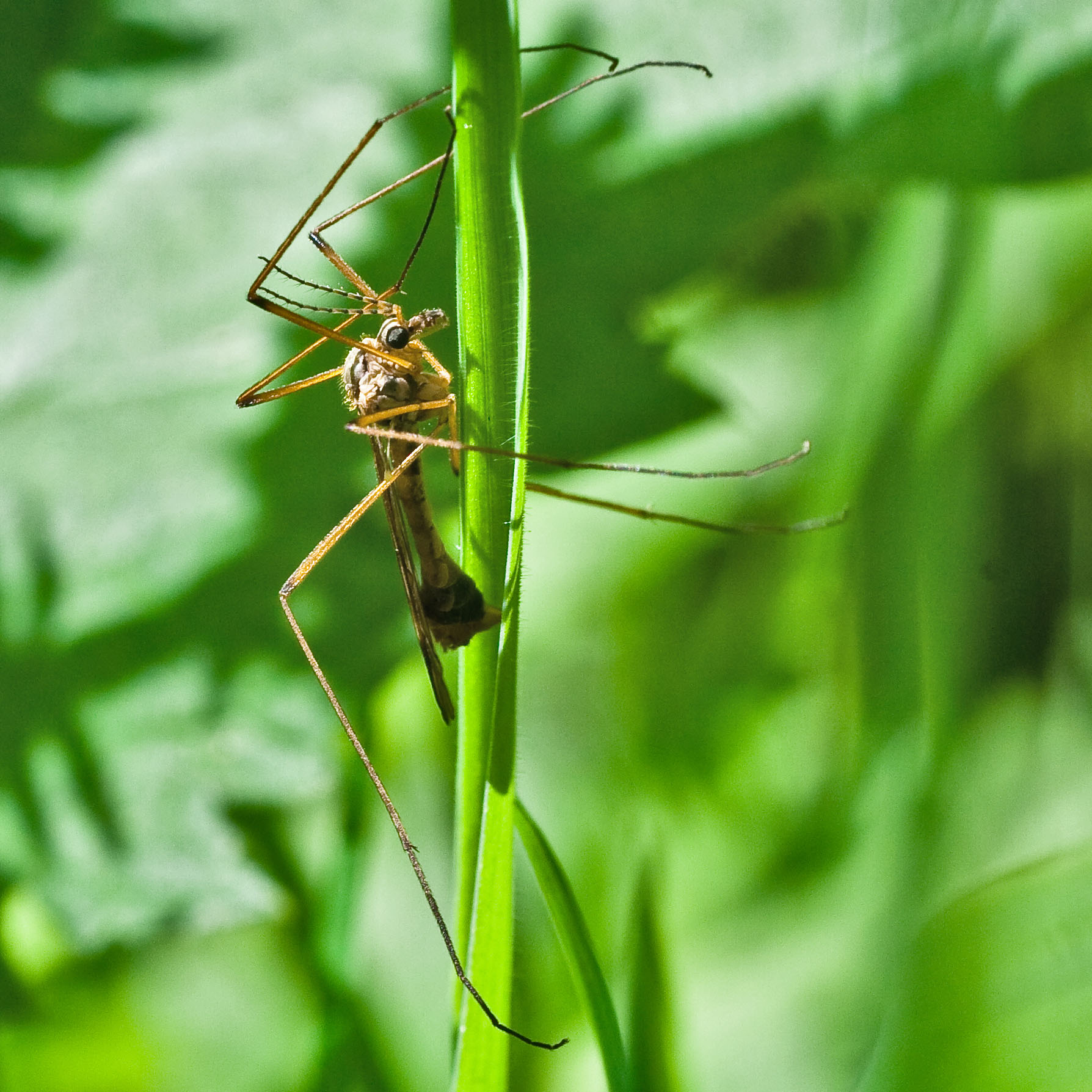
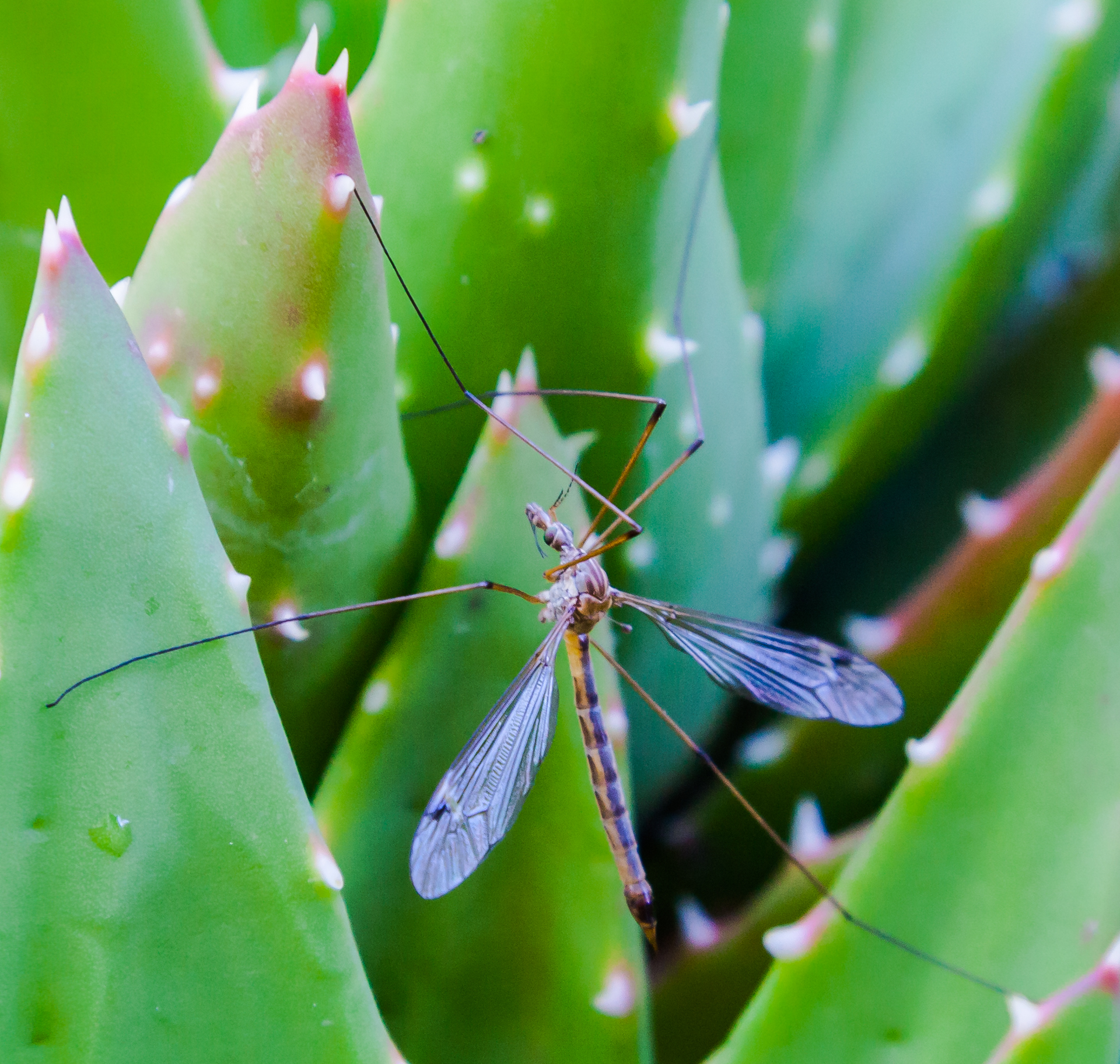
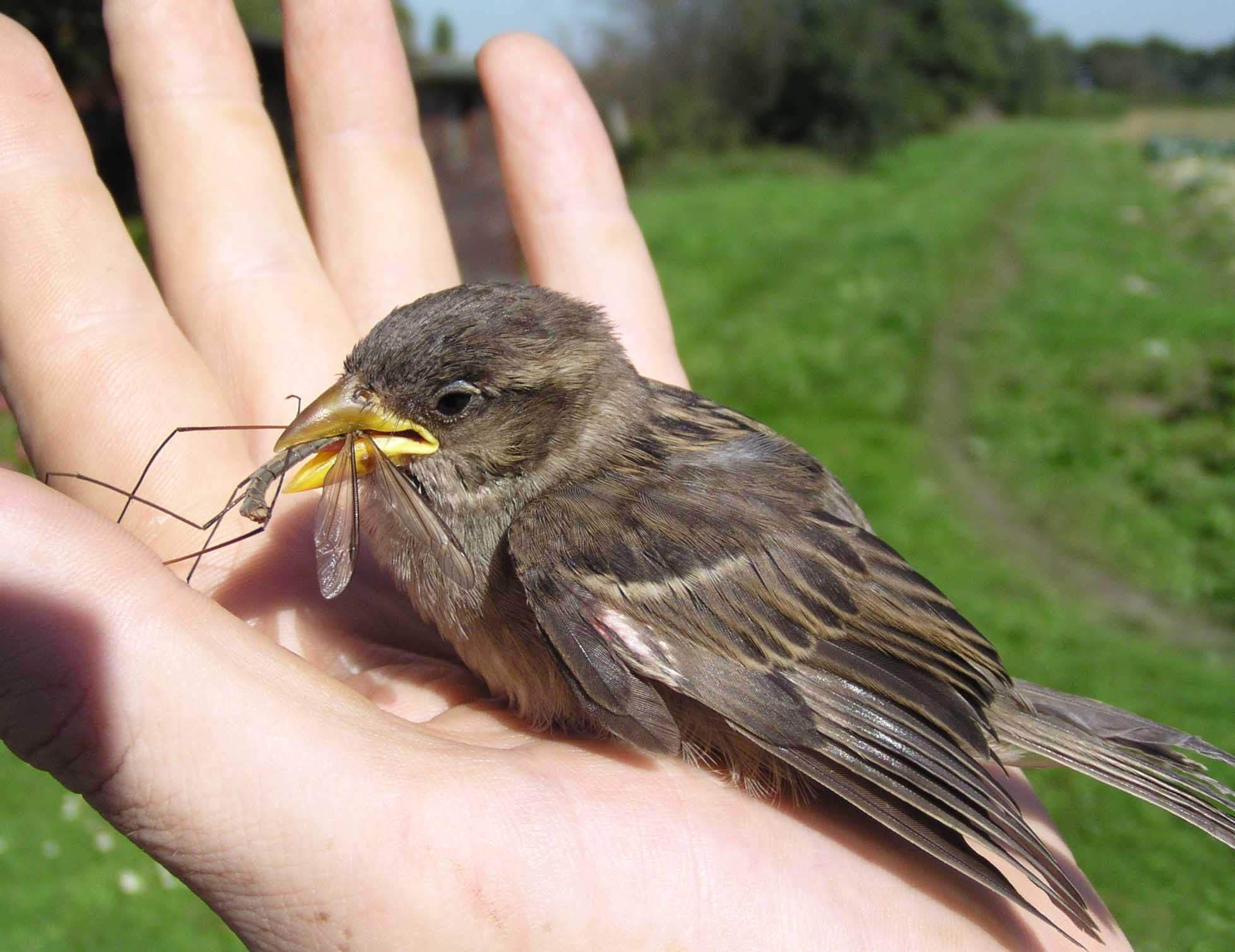
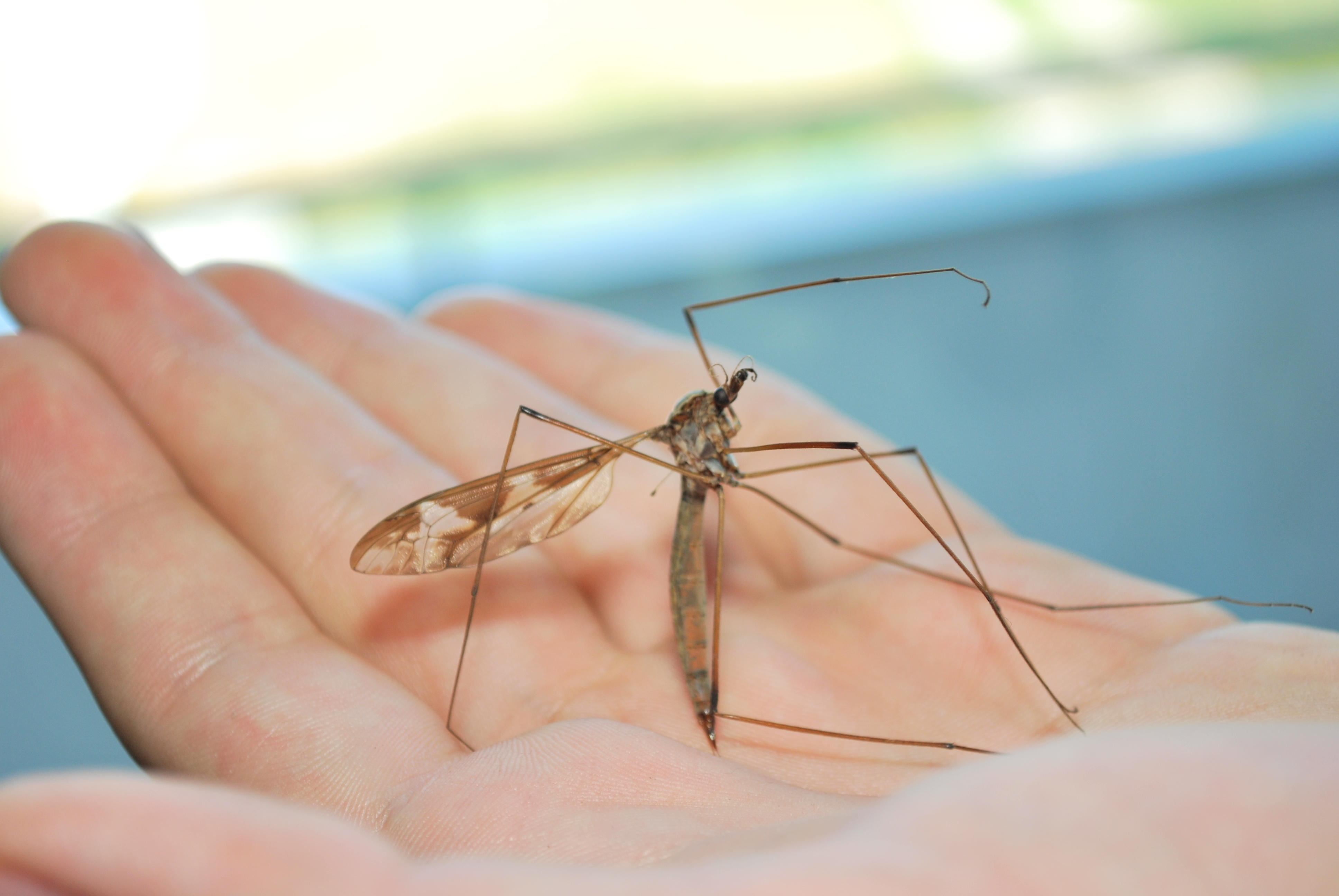
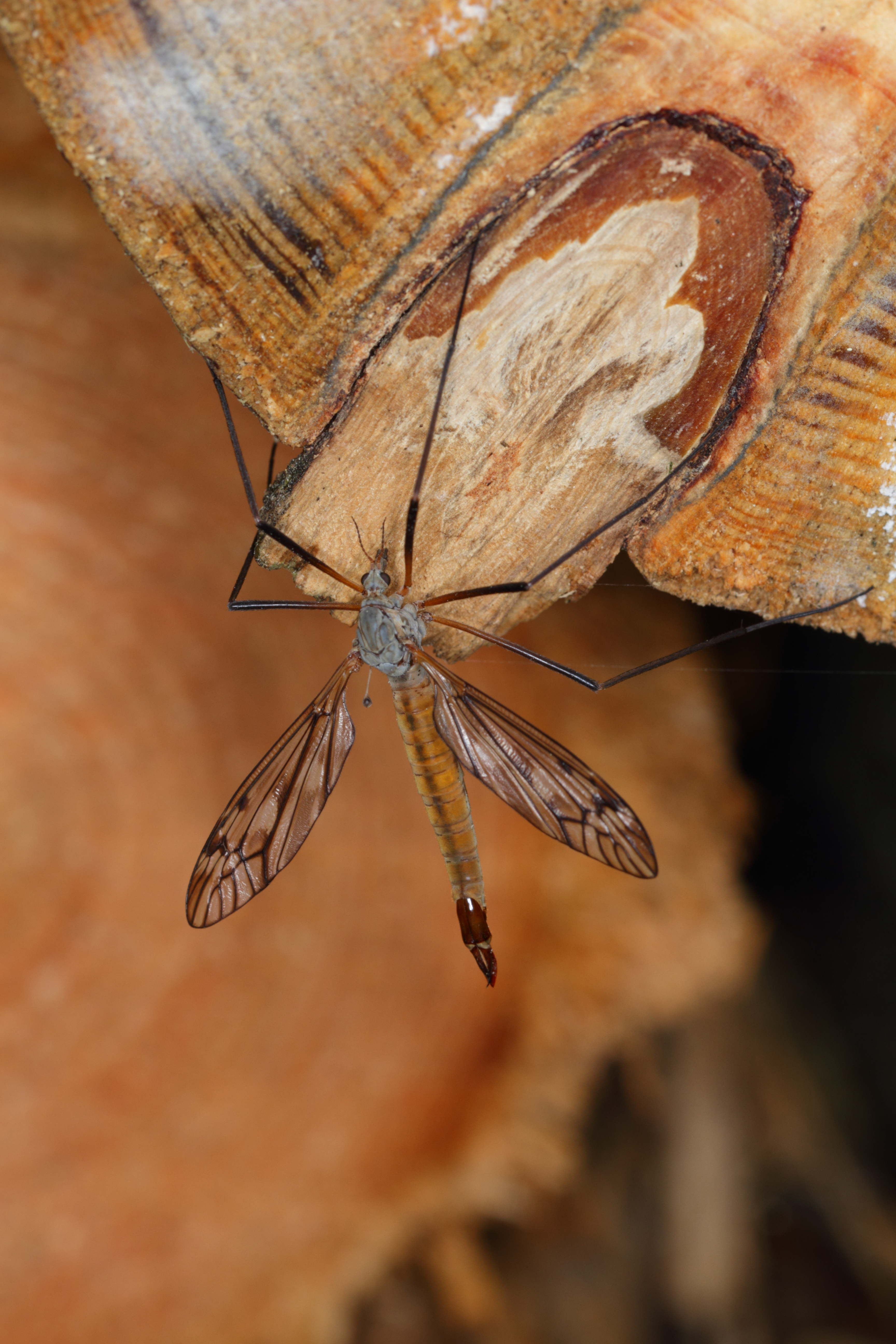
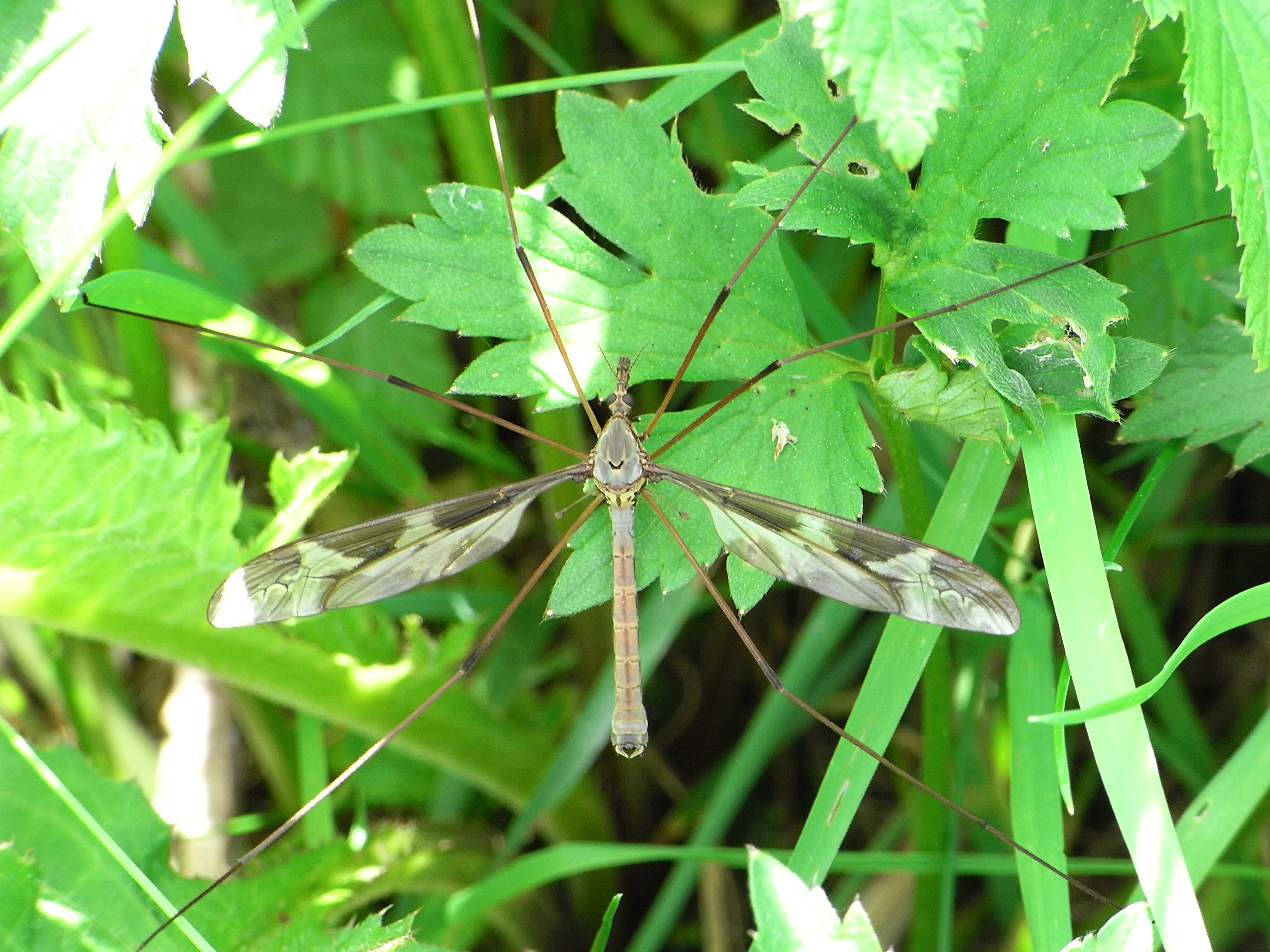